# Prix Valentine-de-Wolmar
Le prix Valentine-de-Wolmar, de la fondation Petresco de Wolmar, est un ancien prix annuel de littérature, créé en 1960 par l'Académie française.
Valentine de Wolmar est une poétesse qui obtient le prix Archon-Despérouses en 1922 pour son ouvrage Lambeaux d’âme.

## Liste des lauréats

### Années 1960
- 1960 : 
  - Thilda Harlor pour l'ensemble de son œuvre
  - Renée Rosière pour l'ensemble de son œuvre
- 1962 : 
  - Renée Peyaud pour Mon pays et Ballade du Dauphin
- 1963 : 
  - Angèle Vannier pour Choix de poèmes
- 1964 : 
  - Pierre de Taulignan pour Le Bateau noir
- 1965 : 
  - Maria Hanioti pour Sensation d’être
  - Renée Jayez pour Embruns
  - Marthe Ranson-Nepveu pour Une heure, un chant
  - Jean Sylvaire pour Chansons pour toi
- 1966 : 
  - Bernard Aurore pour Nuits d’Été
  - Robert Coutre pour Poèmes et illustrations
  - Pierre Moussarie pour À fleur de plume
  - Jean-Laurent Prévost pour Poèmes pour Eurydice
- 1967 : 
  - Henriette Dibon pour Ratis
  - Marya Kasterska pour l'ensemble de ses travaux
  - Abbé Louis-Alphonse Maugendre (1922-1999) pour l'édition des œuvres d’Eusèbe de Brémond d’Ars
  - Jeanine Moulin pour Anthologie de la Poésie féminine du XIIe siècle à nos jours
  - José Olivier pour Au fil des jours et des heures
  - Philippe Saint-Gil (1923-2009) pour Dialogues à une voix
- 1968 : 
  - Jacques Godbout pour Salut Galarneau !
  - Anne-Marie Goulinat (1908-....) pour Quelques voix
  - Miguel Guerra de Cea pour Matadors de gouttière
  - Pierre Loubière (1913-1979) pour Florilège poétique
- 1969 : 
  - Casamayor pour Désobéissance
  - Henriette Charasson pour l'ensemble de son œuvre poétique

### Années 1970
- 1970 : 
  - Victor Bernard pour Le miroir d’Ulysse
  - Henri Capieu pour Cette gloire qui monte
  - Charles Forot pour l'ensemble de son œuvre
  - Émilienne Kerhoas pour Épars
- 1971 : 
  - Brigitte Level, dite Anne Acoluthe pour Mini bestiaire
  - Christiane Burucoa (1909-1996) pour Altitudes
  - Françoise Hàn (1928-2020) pour L’Espace ouvert
  - Abbé Christian Robert (1915-1975) pour De jadis à toujours
- 1972 : 
  - Mireio Doryan (1901-1989) pour Les fleurs d’Hermès
  - Marie-Antoinette Porz-Even (1927-....) pour Tabou
- 1973 : 
  - Louis Brunet pour La porte des brebis
  - Renée de Chastelain pour Après
  - Edmond Reboul pour Au jour la nuit
- 1974 : 
  - Nita Corelli (1904-1990) pour Aux sources des miroirs
  - Charles-Auguste David pour Lentement
  - Jean Fournier pour L’autre saison
- 1975 : 
  - Gérard Nicaisse pour Les pailles allumées
- 1976 : 
  - Albert Algoud (1892-1983) pour Sur le seuil
  - Marie Bonnes (1900-....) pour Les choix du cœur
  - Ginette Bonvalet pour Le lotus douleur
  - Geneviève Chouan's pour Pastels d’Anjou
- 1977 : 
  - Joël Baudry-Bertin pour Feuilles alternées
  - Philippe de Miomandre (1940-....) pour Sens et percussions
  - Claire Pascal pour Blanche ou le murmure de la mer
- 1978 : 
  - Charles Bory pour Domaniales
  - Dominique Le Buhan (1947-2004) pour Vis contemplativa
- 1979 :
  - Paul Savatier pour Le Ravisseur

### Années 1980
- 1980 : Yves La Prairie pour Comme la vague offerte
- 1981 : Claude Mourthé pour Le temps des fugues
- 1982 : Raphaële Billetdoux pour Lettre d’excuse
- 1983 : Laurence Jyl pour Bellissimo
- 1984 : Henri de Grandmaison pour Les chiens de Dieu
- 1985 : Jean Blot pour La montagne sainte
- 1986 : Joseph Majault (1916-1994) pour Poèmes
- 1987 : Michel Grisolia pour La Chaise blanche
- 1988 : Bertrand Visage pour Angelica
- 1989 : Pierre Veilletet pour Bords d’eaux